# Sonia Alfano
Sonia Alfano (Messina, 15 ottobre 1971) è una politica italiana, europarlamentare per l'Italia dei Valori dal 2009 al 2014 e presidente della Commissione speciale antimafia dal 18 aprile 2012.
Per quasi quindici anni è stata funzionario della Regione Siciliana della Protezione Civile; è stata sindacalista ALBA e coordinatrice di soccorsi in emergenze.

## Biografia
Si diploma presso il Liceo Classico Luigi Valli di Barcellona Pozzo di Gotto.
Interrompe gli studi universitari alla facoltà di giurisprudenza dell'Università degli Studi di Palermo dopo la morte a Barcellona Pozzo di Gotto del padre Beppe, ucciso dalla mafia per le sue inchieste scomode l'8 gennaio 1993.
Ottiene l'assunzione presso la Regione Siciliana per chiamata diretta, in virtù della normativa in favore dei familiari delle vittime innocenti di mafia.

## Attività antimafia
A seguito della morte del padre comincia un'intensa attività antimafia per accertare la verità sulla sua morte e sui mandanti occulti.
Nel gennaio del 2003 denuncia depistaggi nelle indagini riguardanti la morte del padre ed il coinvolgimento, nell'assassinio, dei servizi segreti italiani. Pochi giorni dopo la denuncia pubblica, la Direzione Distrettuale Antimafia (DDA) di Messina, pressata dal gran clamore delle rivelazioni di Sonia, decide di riaprire le indagini, tuttora in corso.
Nel 2004 avvia una battaglia in merito alla morte del dottore urologo Attilio Manca, inizialmente considerata come un atto suicida.
Nel 2006 chiede lo scioglimento del Comune di Barcellona Pozzo di Gotto per infiltrazioni mafiose. La richiesta non ha seguito.
Nel 2006 organizza una petizione per il trasferimento del Dott. Canali e del Dott. Sisci, magistrati della Procura della Repubblica di Barcellona Pozzo di Gotto, per presunta incompatibilità.

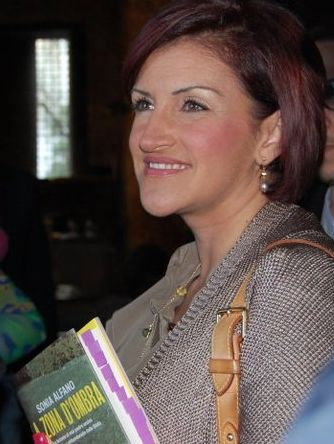
Sonia Alfano nel 2011

Il 28 marzo 2006, a seguito di intimidazioni, le viene assegnata una tutela della Guardia di Finanza, revocata l'11 agosto dello stesso anno.
Nel 2006, nell'ambito delle sue svariate battaglie sindacali, ha evidenziato gravi carenze organizzative nella gestione delle emergenze da parte dell'ufficio di Protezione Civile della Regione Siciliana.
All'origine degli scontri con i vertici del dipartimento vi è la drammatica situazione di 300 precari che da 15 anni lavorano presso quegli uffici, nella totale indifferenza dell'amministrazione regionale rispetto alla loro posizione contrattuale. Nel giugno del 2007 riesce a consegnare personalmente una lettera al presidente della repubblica Giorgio Napolitano, che accetta di occuparsi della questione. Nell'ambito della battaglia sindacale rilascia diverse interviste a trasmissioni e testate nazionali, tra le quali il Corriere della Sera, Il Sole 24 ore e Le Iene. Parte di quei precari è oggi stata regolarizzata dal governo della Regione e le carenze organizzative parzialmente risolte.
Nel 2007, insieme a Salvatore Borsellino, fratello del magistrato ucciso dalla mafia Paolo Borsellino, scrive al Presidente della Repubblica per chiedere il trasferimento del Ministro della giustizia Clemente Mastella, richiesta in seguito non considerata. Il Guardasigilli aveva a sua volta chiesto il trasferimento del PM Luigi de Magistris, della Procura della Repubblica di Catanzaro, titolare dell'inchiesta Why Not.
A difesa del Pm di Catanzaro, Sonia Alfano segue i giovani del movimento antimafia Ammazzateci tutti, che avevano avviato una seguitissima campagna di solidarietà nei confronti di Luigi De Magistris, catalizzando l'attenzione della stampa e dell'opinione pubblica sul caso del trasferimento ed una petizione su scala nazionale.
Dal 2007 al 2009 è stata coordinatrice regionale del movimento antimafia Ammazzateci tutti.
Nel novembre del 2007, in segno di protesta s'incatena al cancello della Prefettura di Palermo. Decine di familiari di vittime della mafia decidono di prendere parte alla protesta. Chiedono al Parlamento Italiano l'equiparazione delle normative previste per i familiari delle vittime della mafia e per i familiari delle vittime del terrorismo. La protesta ha risalto mondiale e molte testate giornalistiche straniere s'interessano alla battaglia per l'equiparazione della quale Sonia Alfano è l'iniziatrice.
Sempre nel 2007 collabora con il meetup "Amici di Beppe Grillo" di Palermo e altre associazioni, all'avvio della petizione "Chiediamo i danni a cosa nostra" lanciata con Stefania Petyx attraverso un servizio alla trasmissione TV, Striscia la notizia. La petizione ha raggiunto circa 20 000 firme. La petizione viene firmata anche da numerosi deputati dell'ARS e, in maniera bipartisan, trasformata in emendamento per la legge finanziaria regionale. Le richieste della petizione furono in buona parte recepite dall'articolo 18 della legge finanziaria regionale dello stesso anno e dall'articolo 4 della legge regionale antimafia.
Nel febbraio del 2008, insieme ad altre 40 persone, costituisce un'associazione, denominata "Associazione Nazionale Familiari Vittime di mafia", della quale viene eletta presidente all'unanimità.
Nel 2009 partecipa, insieme a Salvatore Borsellino, all'organizzazione e allo svolgimento delle manifestazioni delle Agende Rosse, movimento che chiede verità e giustizia per le stragi mafiose del 1992-1993.
Dall'ottobre 2008 organizza una serie di incontri informativi con la cittadinanza di Reggio Emilia durante i quali legge delle carte processuali riguardanti il procuratore capo della città, Italo Materia. Lo stesso darà le dimissioni nell'aprile 2009 con una lettera in cui la accusa di esserne la causa.

### Associazione Nazionale Familiari Vittime di Mafia
Nasce nel 2008, dopo una manifestazione dei familiari delle vittime di mafia e del dovere davanti alla Prefettura di Palermo, per chiedere l'equiparazione delle vittime di mafia e del dovere alle vittime del terrorismo.
A partire dal 2008 l'associazione incontra studenti e società civile di tutta Italia in manifestazioni di legalità e nel ricordo dei propri cari.

## Attività politica

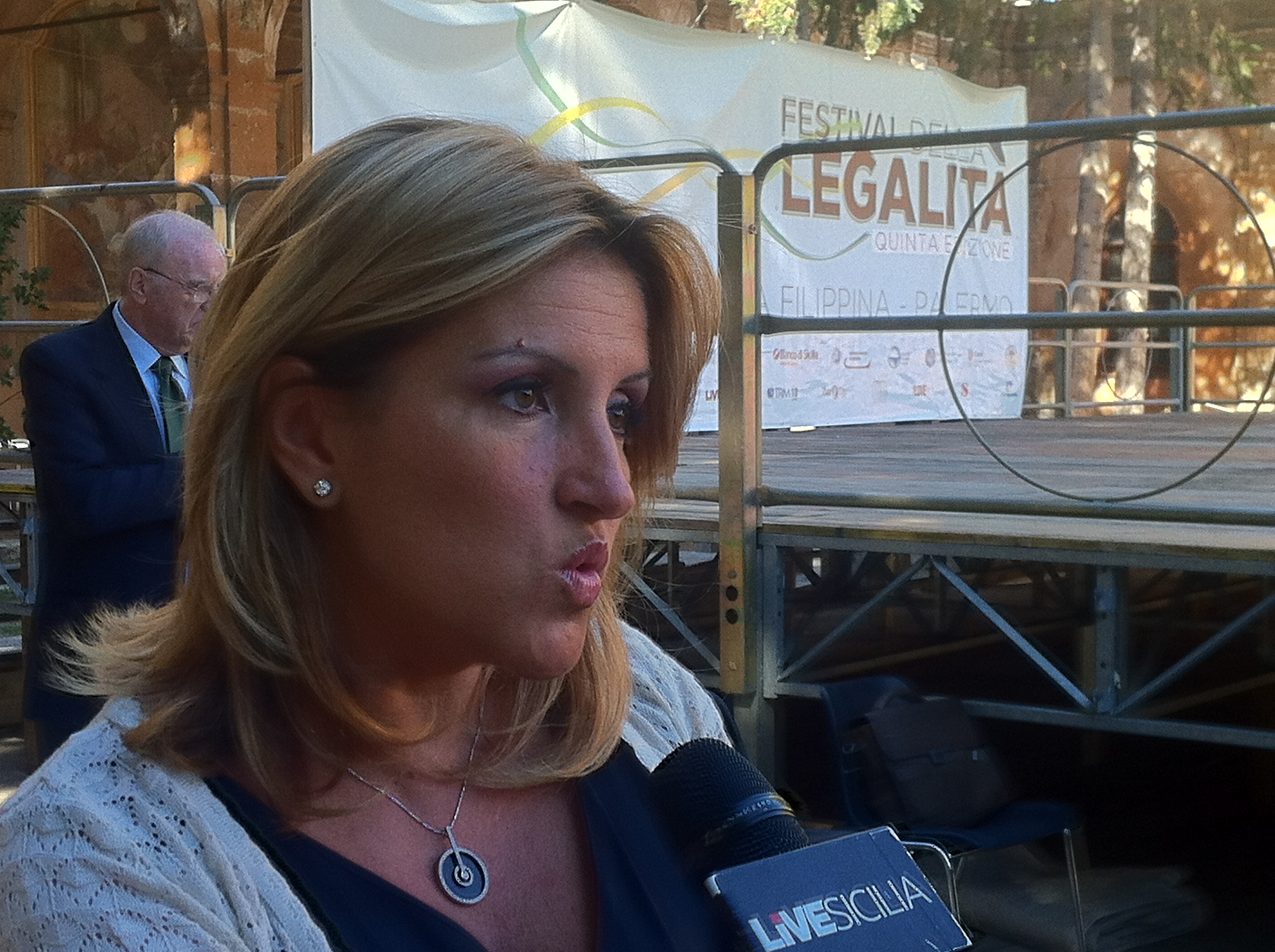
Sonia Alfano

Si è candidata nel 2008 alla presidenza della Regione Siciliana alle elezioni del 2008 con la lista Amici di Beppe Grillo con Sonia Alfano Presidente ottenendo quasi 70 000 consensi, pari al 2,44% dei voti validi.
In questi anni ha incontrato i ragazzi delle scuole di tutta Italia ed ha partecipato a diverse trasmissioni televisive dato il suo forte impegno civile ed antimafia.
Nel maggio dello stesso anno indice una conferenza stampa per presentare ai giornalisti l'“archivio Lombardo” e chiede l'apertura di indagini sui files che contenevano centinaia di richieste di favori e raccomandazioni all'appena eletto Presidente della Regione Siciliana, Raffaele Lombardo.
Alle elezioni europee del 2009 è stata candidata come indipendente nelle liste dell'Italia dei Valori in tutte le circoscrizioni, ottenendo complessivamente 165 000 preferenze, venendo eletta infine nella circoscrizione Italia nord-occidentale.
Ha aderito al gruppo dell'ALDE.
Al Parlamento Europeo è membro della commissione LIBE - Libertà civili, giustizia e affari interni - e supplente della commissione CONT - controllo di bilancio.
Fa parte delle delegazioni "Assemblea parlamentare Euromediterranea" e "Maghreb".
Tra il 2010 e il 2011 si reca in visita presso i reparti 41bis dei penitenziari per verificare le condizioni di vita dei detenuti. Incontra nel giro di pochi mesi boss come Bernardo Provenzano, Salvatore Riina, Benedetto Santapaola, Giuseppe Graviano, Francesco Schiavone, Raffaele Ganci, Salvatore ed Alessandro Lo Piccolo, Salvatore Ritorto, Aldo Gionta, Pietro Rampulla e Antimo Perreca.
Un sondaggio lanciato da VoteWatch l'ha premiata come europarlamentare (su 736) più vicina ai cittadini europei sulla base dell'incrocio dei voti degli eurodeputati con quelli dei cittadini, che hanno partecipato al sondaggio votando gli stessi documenti precedentemente votati nelle aule del Parlamento europeo. Si distingue anche per la sua vicinanza ai movimenti civici e per la tutela dei testimoni di giustizia.
Il 25 ottobre 2011 viene approvata a Strasburgo, in plenaria al Parlamento europeo, la relazione sul contrasto al crimine organizzato in Europa di cui Sonia Alfano è stata relatrice unica.
Il 18 aprile 2012 diviene presidente della Commissione speciale antimafia del Parlamento europeo. Presiede innumerevoli hearing a livello internazionale sul contrasto al crimine organizzato, sulla lotta alla corruzione e sull’antiriclaggio.
Nonostante il Partito Democratico le abbia proposto la candidatura nella circoscrizione Italia insulare, non è candidata alle Elezioni europee del 2014.
Nel 2017 aderisce al Articolo Uno; tuttavia, lascia il movimento dopo pochi mesi, in disaccordo con la scelta di sostenere la candidatura di Claudio Fava alla Presidenza della Regione Sicilia alle elezioni regionali di quell'anno.
Nel 2024, Alfano aderisce ufficialmente ad Azione; nel maggio dello stesso anno, in occasione delle elezioni europee, viene candidata dal partito nella circoscrizione insulare.
Con meno di 5000 preferenze si piazza seconda ma non è eletta anche perché la lista non supera lo sbarramento.

### Incarichi parlamentari
- Presidente della Commissione speciale sulla criminalità organizzata, la corruzione e il riciclaggio di denaro
- Membro della: Conferenza dei presidenti di commissione, Commissione per le libertà civili, la giustizia e gli affari interni, Commissione per le petizioni, Delegazione per le relazioni con i paesi del Maghreb e l'Unione del Maghreb arabo, Delegazione all'Assemblea parlamentare dell'Unione per il Mediterraneo.
- Membro sostituto della: Commissione per il controllo dei bilanci, Delegazione per le relazioni con i paesi dell'America centrale, Delegazione all'Assemblea parlamentare euro-latinoamericana.

## Collaborazioni video
- Blu notte - Il caso Beppe Alfano, con Carlo Lucarelli su Raidue;
- Il testimone - Orfani di mafia, con Pif su Mtv;
- Io ricordo, docufilm della Fondazione Progetto Legalità.

## Collaborazione libri
- 2004 - Filippo Basile, un dirigente regionale prematuramente scomparso. AA.VV. Solidaria.
- 2005 – Solidarietà ad Personam, le vittime scelte. AA.VV. Solidaria.
- 2005 – Ammazzate Beppe Alfano. Valeria Scafetta.
- 2003 - Dalle interviste di Sonia è stata tratta una parte del libro di Carlo Lucarelli Misteri d'Italia.
- 2012 - Dove eravamo. AA.VV. Caracò
- 2012 - Io ricordo. Parlano i familiari delle vittime di mafia. AA.VV. Lupetti

## Autrice
- 2011 - La zona d'ombra. Rizzoli. pp. 270. ISBN 978-88-17-04816-3
- 2012 - Per un contrasto europeo al crimine organizzato e alle mafie. Franco Angeli ISBN 978-88-568-4776-5